# A tortas con la vida
A tortas con la vida es una serie de televisión cómica española producida por Miramón Mendi y emitida por Antena 3 entre el 30 de agosto de 2005 y el 6 de mayo de 2006. Comenzó a emitirse los martes a partir de las 22:15 (anunciándose a las 21:45). Tras la emisión del capítulo 18, su emisión se relegó a la madrugada del sábado al domingo, empezando cada semana a una hora distinta, que variaba entre las 0:45 y las 2:30 de la mañana. Se mantuvo en pantalla dos temporadas,  hasta ser cancelada por el canal tras el vigésimo octavo episodio trasmitido.

## Argumento
La serie empieza con la separación amistosa de Yolanda (Blanca Oteyza) y Jorge (Armando del Río), una pareja que llevaba siete años de relación. Yolanda es presentadora de televisión y Jorge es cirujano en una clínica de belleza junto a Juan Luis (Juanjo Puigcorbé), su mejor amigo junto a Rafa (Juanma Cifuentes), el abogado de la clínica. La recepcionista de la clínica es Úrsula (Juana Cordero), que a la vez es la mejor amiga de Yolanda. Jorge alquila un chalet que está justo al lado del de Yolanda, a donde se traslada a vivir Leonor (Julita Martínez), la madre de Jorge, lo que no hará muy feliz a Jorge, aunque Yolanda tampoco lo tendrá fácil, ya que en su casa se mete su hermana pequeña, Mónica (Olivia Molina).
Junto a Yolanda y Jorge vive la familia de Goyo (Jesús Castejón) y Nati (Rosario Pardo), que acaban de heredar la pastelería que el padre de Goyo, Arturo (Saturnino García), les ha cedido tras su jubilación. En casa de Goyo y Nati viven también sus hijos, Fernando (Oscar Ramos), Paula (Miren Ibarguren) y Elena (María Santos), y los padres de Goyo, Arturo (Saturnino García) y Brígida (Amparo Pacheco).

## Reparto
- Jesús Castejón: Goyo (1.ª temporada)
- Ferrán Botifoll: Goyo (2.ª temporada)
- Juanma Cifuentes: Rafa
- Juana Cordero: Úrsula
- Armando del Río: Jorge
- Saturnino García: Arturo
- Miren Ibarguren: Paula
- Josep Julien: Simón (1.ª temporada)
- Roberto Correcher: Simón (2.ª temporada)
- Julita Martínez: Leonor
- Olivia Molina: Mónica
- Blanca Oteyza: Yolanda
- Rosario Pardo: Nati
- Amparo Pacheco: Brígida
- Juanjo Puigcorbé: Juan Luis
- Óscar Ramos: Fernando
- Octavi Pujades: Víctor
- María Santos: Elena
- Ibon Uzkudun: Adolfo
- Luis Zahera: Cipri
- Lina Morgan: Pepi

## Episodios y audiencias
| Temporada | Temporada | Episodios | Estreno              | Final                  | Audiencia media | Audiencia media | Audiencia media |
| Temporada | Temporada | Episodios | Estreno              | Final                  | Espectadores    | Cuota           |                 |
| --------- | --------- | --------- | -------------------- | ---------------------- | --------------- | --------------- | --------------- |
|           | 1         | 15        | 30 de agosto de 2005 | 6 de diciembre de 2005 | 3 080 000       | 19,7%           |                 |
|           | 2         | 13        | 17 de enero de 2006  | 6 de mayo de 2006      | 1 224 000       | 14,0%           |                 |
| Total     | Total     | 28        | 2005                 | 2006                   | 2 152 000       | 16,8%           |                 |

## Primera temporada (2005)
| N.º (serie) | N.º (temp.) | Título                           | Fecha                    | Audiencia         |
| ----------- | ----------- | -------------------------------- | ------------------------ | ----------------- |
| Temporada 1 |             |                                  |                          |                   |
| 1           | 1           | Volver a empezar                 | 30 de agosto de 2005     | 3 406 000 (24,7%) |
| 2           | 2           | Haciendo amigos                  | 6 de septiembre de 2005  | 3 612 000 (23,2%) |
| 3           | 3           | El heredero                      | 13 de septiembre de 2005 | 3 137 000 (21,8%) |
| 4           | 4           | La arruga es bella               | 20 de septiembre de 2005 | 2 805 000 (18,5%) |
| 5           | 5           | Un fin de semana movido          | 27 de septiembre de 2005 | 2 834 000 (17,9%) |
| 6           | 6           | Nunca es tarde...                | 4 de octubre de 2005     | 2 841 000 (18,4%) |
| 7           | 7           | ¿Cumpleaños feliz?               | 11 de octubre de 2005    | 2 879 000 (18,9%) |
| 8           | 8           | Dos no discuten si uno no quiere | 18 de octubre de 2005    | 3 329 000 (20,6%) |
| 9           | 9           | ¡Es la guerra!                   | 25 de octubre de 2005    | 3 071 000 (19,0%) |
| 10          | 10          | Renovarse o morir                | 1 de noviembre de 2005   | 3 096 000 (21,8%) |
| 11          | 11          | Uno de dos                       | 8 de noviembre de 2005   | 3 154 000 (19,3%) |
| 12          | 12          | Si yo fuera rico...              | 15 de noviembre de 2005  | 2 986 000 (17,2%) |
| 13          | 13          | Ni contigo ni sin ti             | 22 de noviembre de 2005  | 3 093 000 (20,0%) |
| 14          | 14          | Tiempos de crisis                | 29 de noviembre de 2005  | 3 085 000 (17,3%) |
| 15          | 15          | A las duras y a las roturas      | 6 de diciembre de 2005   | 2 875 000 (17,5%) |

## Segunda temporada (2006)
| N.º (serie) | N.º (temp.) | Título                                  | Fecha                 | Audiencia         |
| ----------- | ----------- | --------------------------------------- | --------------------- | ----------------- |
| Temporada 2 |             |                                         |                       |                   |
| 16          | 1           | La noche de los biberones rotos         | 17 de enero de 2006   | 2 437 000 (13,7%) |
| 17          | 2           | Las ventanas indiscretas                | 24 de enero de 2006   | 2 759 000 (16,2%) |
| 18          | 3           | Los viejos métodos no fallan            | 31 de enero de 2006   | 2 803 000 (15,7%) |
| 19          | 4           | Operación Bisturí                       | 18 de febrero de 2006 | 734 000 (12,4%)   |
| 20          | 5           | El hombre de tus sueños                 | 25 de febrero de 2006 | 495 000 (13,1%)   |
| 21          | 6           | A tortas con el cine                    | 4 de marzo de 2006    | 571 000 (8,7%)    |
| 22          | 7           | En busca de la juventud perdida         | 11 de marzo de 2006   | 754 000 (12,0%)   |
| 23          | 8           | Cupido no descansa                      | 18 de marzo de 2006   | 524 000 (13,2%)   |
| 24          | 9           | ¿Quién quiere enemigos con vecinos así? | 25 de marzo de 2006   | 496 000 (13,0%)   |
| 25          | 10          | A tortas... con la depre                | 8 de abril de 2006    | 665 000 (22,5%)   |
| 26          | 11          | A tortas con el amor                    | 15 de abril de 2006   |                   |
| 27          | 12          | A tortas... con el dinero               | 29 de abril de 2006   |                   |
| 28          | 13          | A tortas... con Yolanda                 | 6 de mayo de 2006     |                   |